# Mark King
Mark King (n. 28 martie 1974, Greater London, Anglia, Regatul Unit) este un fost jucător englez de snooker.   
Cea mai bună clasare din carieră este locul 11 mondial, ocupat în sezonul 2002/03. A câștigat un singur turneu în carieră, Openul Irlandei de Nord din 2016. King a atins optimile Campionatului Mondial de la Sheffield de șapte ori (în 1998, 1999, 2001, 2002, 2008, 2009 și 2013).
În martie 2023, King a fost suspendat „de la participarea la turnee din Circuitul Mondial [în urma] investigației inițiale privind modelele de pariere neregulate raportate la WPBSA cu privire la meciul dintre Mark King și Joe Perry de la Openul Galez din 13 februarie 2023.” În noiembrie 2024, a fost găsit vinovat de această acuză în urma unei anchete a unei Comisii Independente și a fost suspendat pentru cinci ani plus plata unei amenzi de 68.299,50 de lire sterline.

## Legături externe
- Materiale media legate de Mark King la Wikimedia Commons